# جان مک‌کانل
جان مک‌کانل (انگلیسی: John McConnell؛ زادهٔ ۹ دسامبر ۱۸۹۰) بازیکن فوتبال، و سرمربی (فوتبال) اهل بریتانیا است.
از باشگاه‌هایی که در آن بازی کرده‌است می‌توان به باشگاه فوتبال لیورپول اشاره کرد.